# Duboscia viridiflora
Espèce
Statut de conservation UICN

 LC  : Préoccupation mineure
Duboscia viridiflora est une espèce d'arbre de la famille des Malvaceae.

## Répartition
Ce taxon se rencontre dans les pays suivants : Cameroun, Côte d'Ivoire, Gabon, Ghana, Guinée équatoriale, Guinée, Liberia, Nigeria, République centrafricaine, République du Congo, République démocratique du Congo.

## Systématique
Le nom correct complet (avec auteur) de ce taxon est Duboscia viridiflora (K.Schum.) Mildbr..
L'espèce a été initialement classée dans le genre Diplanthemum sous le basionyme Diplanthemum viridiflorum K.Schum..
Duboscia viridiflora a pour synonyme :
- Diplanthemum viridiflorum K.Schum.